# Lunjevica
Lunjevica (en serbe cyrillique : Луњевица) est un village de Serbie situé dans la municipalité de Gornji Milanovac, district de Moravica. Au recensement de 2011, il comptait 497 habitants.

## Géographie
Le village est situé au pied des pentes septentrionales du mont Vujan. La route Gornji Milanovac-Mrčajevci traverse son territoire.

## Histoire
L'origine de Lunjevica remonte aux frères Nikola et Joksim Karamarković. Nikola, gendre de Karageorges, était capitaine dans les armées de la principauté du Monténégro et commandant de la ville d'Užice ; il est mort à Khotyn en 1816.
Le village conserve un monument en l'honneur de ses morts de 1941-1944.
En 1949, une coopérative paysanne a été créée dans le village.

## Démographie
| 1948 | 1953 | 1961 | 1971 | 1981 | 1991 | 2002 | 2011 |
| ---- | ---- | ---- | ---- | ---- | ---- | ---- | ---- |
| 823  | 815  | 925  | 684  | 555  | 541  | 512  | 497  |

|  |